# Lygistorrhina hamoni
Lygistorrhina hamoni är en tvåvingeart som beskrevs av Loïc Matile 1996. Lygistorrhina hamoni ingår i släktet Lygistorrhina och familjen Lygistorrhinidae.
Artens utbredningsområde är Elfenbenskusten. Inga underarter finns listade i Catalogue of Life.